# Mehetia
Mehetia – bezludna wyspa wulkaniczna należąca do grupy Wyspy Na Wietrze w archipelagu Wyspy Towarzystwa w Polinezji Francuskiej.

## Charakterystyka fizycznogeograficzna
Mehetia, położona 100 km na wschód od Tahiti, jest najbardziej wysuniętą na wschód w grupie Wysp Na Wietrze. Jest częścią gminy Taiarapu-Est.
Wyspa jest niewielka, jej średnica wynosi około 1,5 km, a powierzchnia to 2,3 km². Najwyższym wzniesieniem na Mehetii jest Mont Fareura.

## Historia
Mehetia została odkryta w 1767 roku przez Samuela Wallisa. Pierwsza nazwa wyspy to Osnaburg. Obecnie wyspa jest niezamieszkana.

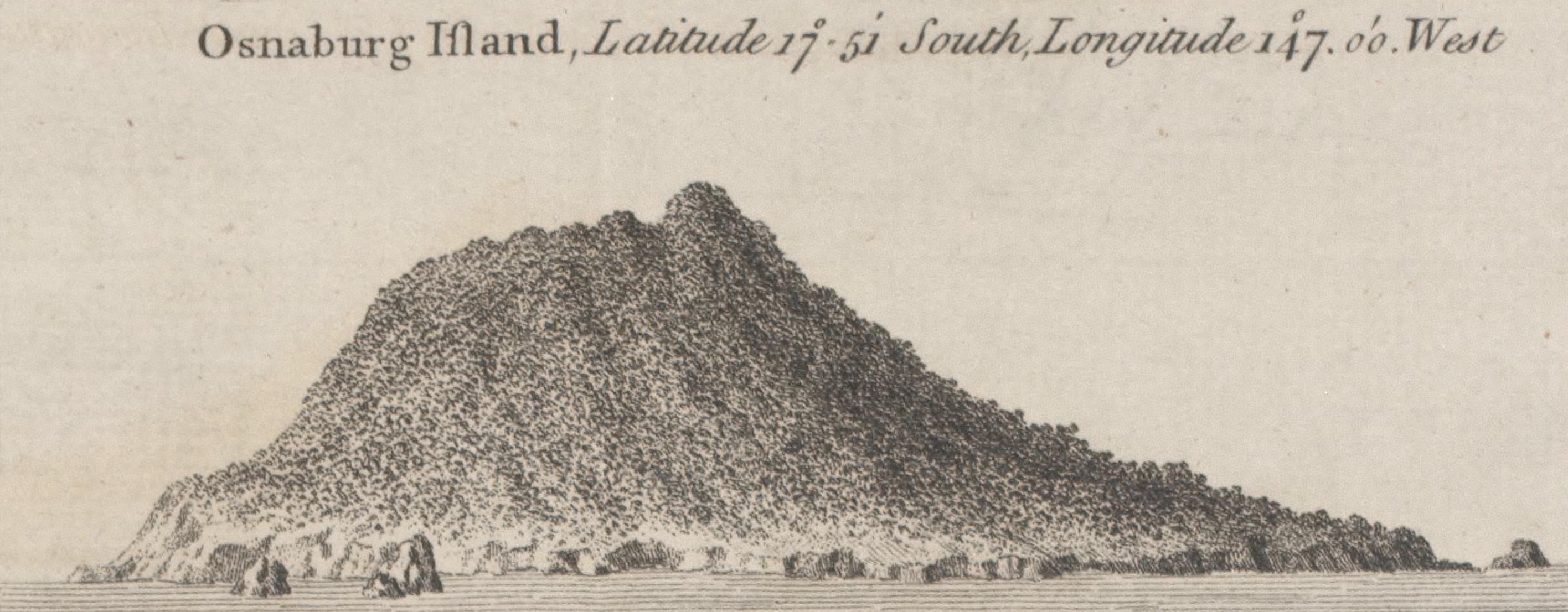
Wybrzeże wyspy w 1769 r.